# Эден, Яп
Яп Эден (нидерл. Jaap Eden, 19 октября 1873 — 2 февраля 1925) — нидерландский конькобежец, трёхкратный чемпион мира (1893, 1895, 1896 годов), чемпионов Нидерландов (1893) на дистанциях 1500 и 5000 метров.
За свою спортивную карьеру установил пять рекордов мира. 11 января 1893 года на чемпионате Нидерландов в Патерсвольде Яп Эден в забеге на 1500 метров показал результат 2.35,0, который был зарегистрирован как первый рекорд мира на этой дистанции. На чемпионате Европы-1894 в Хамаре (Норвегия) он установил новый мировой рекорд в беге на 5000 метров — 8.37,6, улучшив его почти на полминуты. Только спустя 17 лет этот результат смог превзойти российский конькобежец Николай Струнников.
Яп Эден также активно занимался велоспортом, став чемпионом мира по трековому велоспорту в 1894 и 1895 годах. На сегодняшний день это единственный спортсмен, который выигрывал два звания чемпиона мира в конькобежном спорте и велоспорте. У женщин этот результат удалось показать американке Шейли Янг и немке Кристе Ротенбургер. Этот успех сделал Япа Эдена очень популярным у себя на родине. Он может считаться первым спортивным героем Нидерландов. В конце XIX века в Голландии было произведено много товаров, носящих его имя, как, например, сигары, шоколад, алкогольные напитки. Сегодня в пригороде Амстердама есть ледовый каток, который носит имя известного нидерландского конькобежца Япа Эдена.

## Рекорды мира
| дата            | дистанция    | рекорд  | город        |
| --------------- | ------------ | ------- | ------------ |
| 11 января 1893  | 1500 метров  | 2.35,0  | Патерсвольде |
| 10 февраля 1894 | 10000 метров | 19.12,4 | Стокгольм    |
| 25 февраля 1894 | 5000 метров  | 8.37,6  | Хамар        |
| 22 февраля 1895 | 1500 метров  | 2.25,4  | Хамар        |
| 23 февраля 1895 | 10000 метров | 17.56,0 | Хамар        |

## Достижения в конькобежном спорте
| турнир                                        | дата                 | город           | 500 м                | 1500 м                                    | 5000 м        | 10000 м        | 1/3 мили | 1/2 мили                 | 1 миля       | место |
| --------------------------------------------- | -------------------- | --------------- | -------------------- | ----------------------------------------- | ------------- | -------------- | -------- | ------------------------ | ------------ | ----- |
| Чемпионат мира (неофициальный) — многоборье   | 6 — 7 января 1891    | Амстердам       | -                    | -                                         | -             | -              | -        | 1.35,2 (3/q), 1.31,2 (3) | 3.15,2 Ф (4) | Б/М   |
| Чемпионат Европы (неофициальный) — многоборье | 23 — 24 января 1891  | Гамбург         | -                    | -                                         | -             | -              | 59,8 (8) | -                        | 3.10,4 (6)   | Б/М   |
| Чемпионат Нидерландов — отдельные дистанции   | 11 января 1893       | Патерсволде     | -                    | 2.37,0 (1/q), 2.35,0 РМ (1/f), 2.35,0 (1) | 9.16,0 (1)    | -              | -        | -                        | -            | -     |
| 1-й чемпионат мира — многоборье               | 13 — 14 января 1893  | Амстердам       | 51,2 (2/q), 51,2 (1) | 2.49,2 (1/q), 2.48,2 (1)                  | 9.59,0 (1)    | НФ             | -        | -                        | -            | 1     |
| 2-й чемпионат мира — многоборье               | 10 — 11 февраля 1894 | Стокгольм       | 50,4 (2), 51,4 (3/q) | 2.36,2 (2), 2.45,2 (1/q)                  | НФ            | 19.12,4 РМ (1) | -        | -                        | -            | Б/М   |
| 2-й чемпионат Европы — многоборье             | 24 — 25 февраля 1894 | Хамар           | -                    | -                                         | 8.37,6 РМ (1) | -              | -        | -                        | -            | Б/М   |
| 3-й чемпиона мира — многоборье                | 23 — 23 февраля 1895 | Хамар           | 48,2 (1/q), 48,4 (2) | 2.25,4 РМ(1/q), 2.25,4 (1)                | 8.41,0 (1)    | 17.56,0 РМ (1) | -        | -                        | -            | 1     |
| 4-й чемпионат мира — многоборье               | 7 — 7 февраля 1896   | Санкт-Петербург | 50,2 (1)             | 2.36,2 (1)                                | 9.03,2 (1)    | 18.52,4 (1)    | -        | -                        | -            | 1     |

## Ссылка
- SkateResults.com  (англ.)
- Deutsche Eisschnelllauf-Gemeinschaft  (нем.)
- Эден, Яп на ProCyclingStats (англ.)
- Эден, Яп на Cycling Archives (англ.)